# King’s Resort
Das King’s Resort ist eine Spielbank im tschechischen Rozvadov. Das Resort verfügt über ein Casino mit dem größten Pokerraum Europas. Zur Casino-Gruppe gehören außerdem das Casino Admiral Rozvadov sowie das King’s Casino in Prag.

## Geschichte
Das King’s Resort wurde 2003 vom tschechischen Unternehmer Leon Tsoukernik als King’s Casino eröffnet und 2009 in ein pokerorientiertes Casino umgewandelt. Täglich finden Pokerturniere statt. Die Zusammenarbeit mit der World Series of Poker (WSOP) begann 2015 mit einem WSOP-Circuit-Event. Das Resort ist seit 2017 Austragungsort der World Series of Poker Europe (WSOP Europe). Das King’s Casino wurde 2018 in King’s Resort umbenannt. Neben dem King’s Resort an der deutsch-tschechischen Grenze in Rozvadov gehören dem Betreiber Leon Tsoukernik weitere Casinos, die zur Casino-Gruppe gehören. So befindet sich im Zentrum Prags im Hilton Hotel das King’s Casino Prag, in welchem ebenso ein Hauptaugenmerk auf Poker gelegt wird. Auch das Casino Admiral Rozvadov, welches sich oberhalb und unweit des King’s Resort befindet, gehört zur King’s-Casino-Gruppe.
Das King’s ist unter Pokerspielern und Glücksspielern eine feste Anlaufstelle und eine bekannte Marke. So konnte auch ein eigener Online-Shop mit Casino-Merchandise eröffnet werden. Im King’s Resort Rozvadov befindet sich ein Ladengeschäft, in welchem man die vom King’s gestalteten T-Shirts, Hoodies, Caps und vieles mehr erwerben kann.

## Casino
Das Casino King’s Resort in Rozvadov verfügt mit über 160 Pokertischen über den größten Pokerraum in ganz Europa. Hier finden seit 2017 die World Series of Poker Europe sowie die WSOP-Circuitturniere statt. Bei der WSOP Europe 2018 wurde um 10 WSOP-Bracelets bei einem garantierten Preispool von insgesamt 13 Millionen Euro gespielt. Bei der WSOP Europe 2019 wurden 15 WSOP-Bracelets vergeben und um ein garantiertes Preisgeld von 18 Millionen Euro gespielt.
Neben Poker bietet das Casino auch Roulette, Blackjack, Punto Banco, Craps und Spielautomaten an. Auch eine Shisha-Bar befindet sich im King’s Resort Rozvadov sowie zwei Restaurants und ein King’s Shop.
Das King’s Casino in Prag bietet Poker-Cash-Games, Pokerturniere, 14 Tische mit Live-Casino-Spielen wie Roulette, Blackjack und Baccarat. Die 40 Slot-Machinen wurden Ende Dezember 2023 aufgrund gesetzlicher Bestimmungen in Prag entfernt.
Im Casino Admiral Rozvadov befinden sich Slots und ebenfalls Live-Casino-Tische wie Roulette, Blackjack oder Ultimatives Texas Holdem.

## Hotel und Spa
Im King’s Resort befindet sich ein Hotelkomplex mit einem Fünf-Sterne-Hotel mit insgesamt fast 400 Zimmern und Suiten. Das Hotel verfügt auch über einen Konferenzraum und eine Kunstgalerie mit Werken von Andy Warhol, Václav Radimský und Tony Cragg.
Das Spa-Center verfügt über einen Pool, ein Fitnessstudio, Saunen und Dampfbäder sowie einen Thai-Massagesalon.

## Galerie

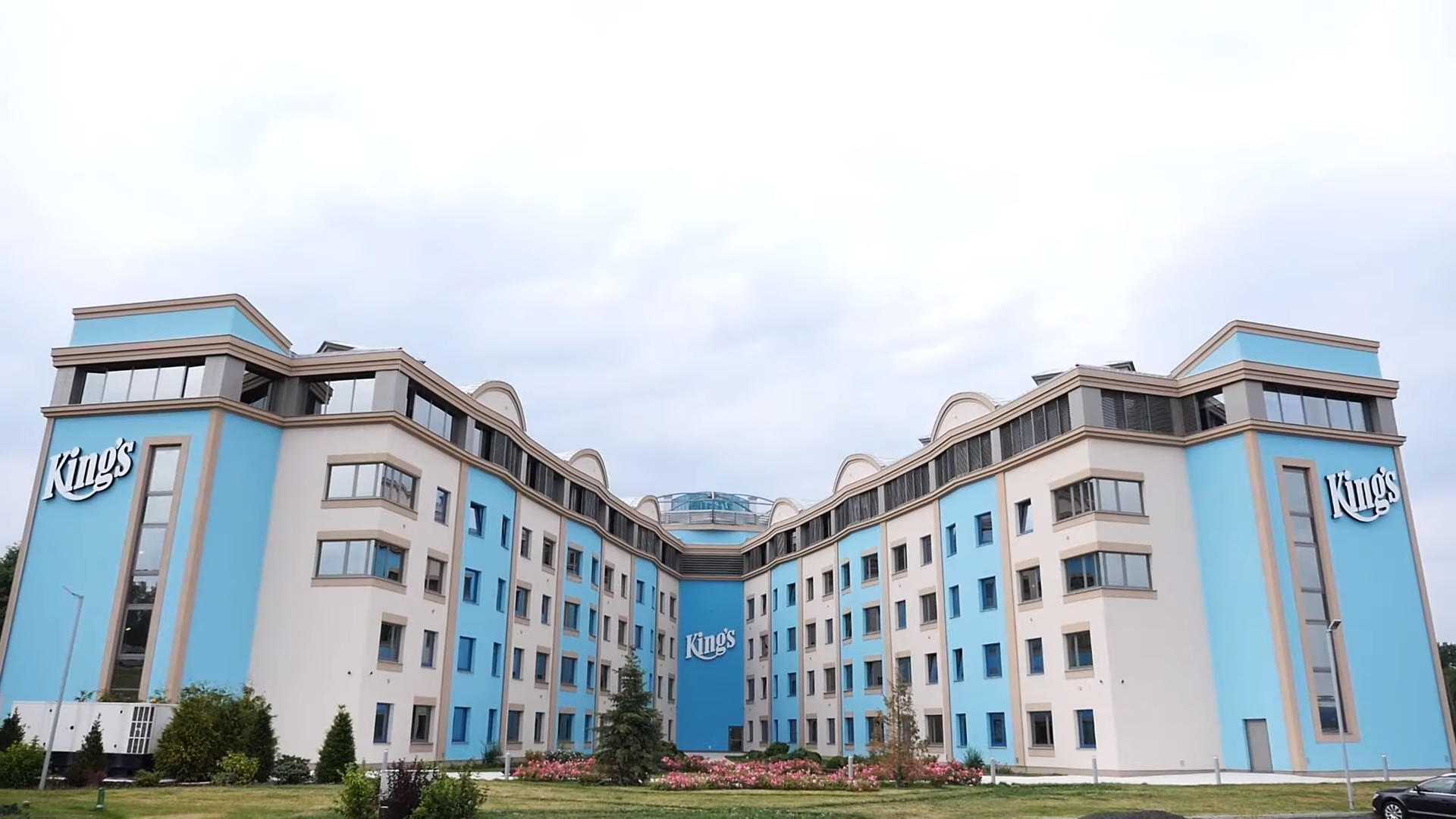
Hotelanlage
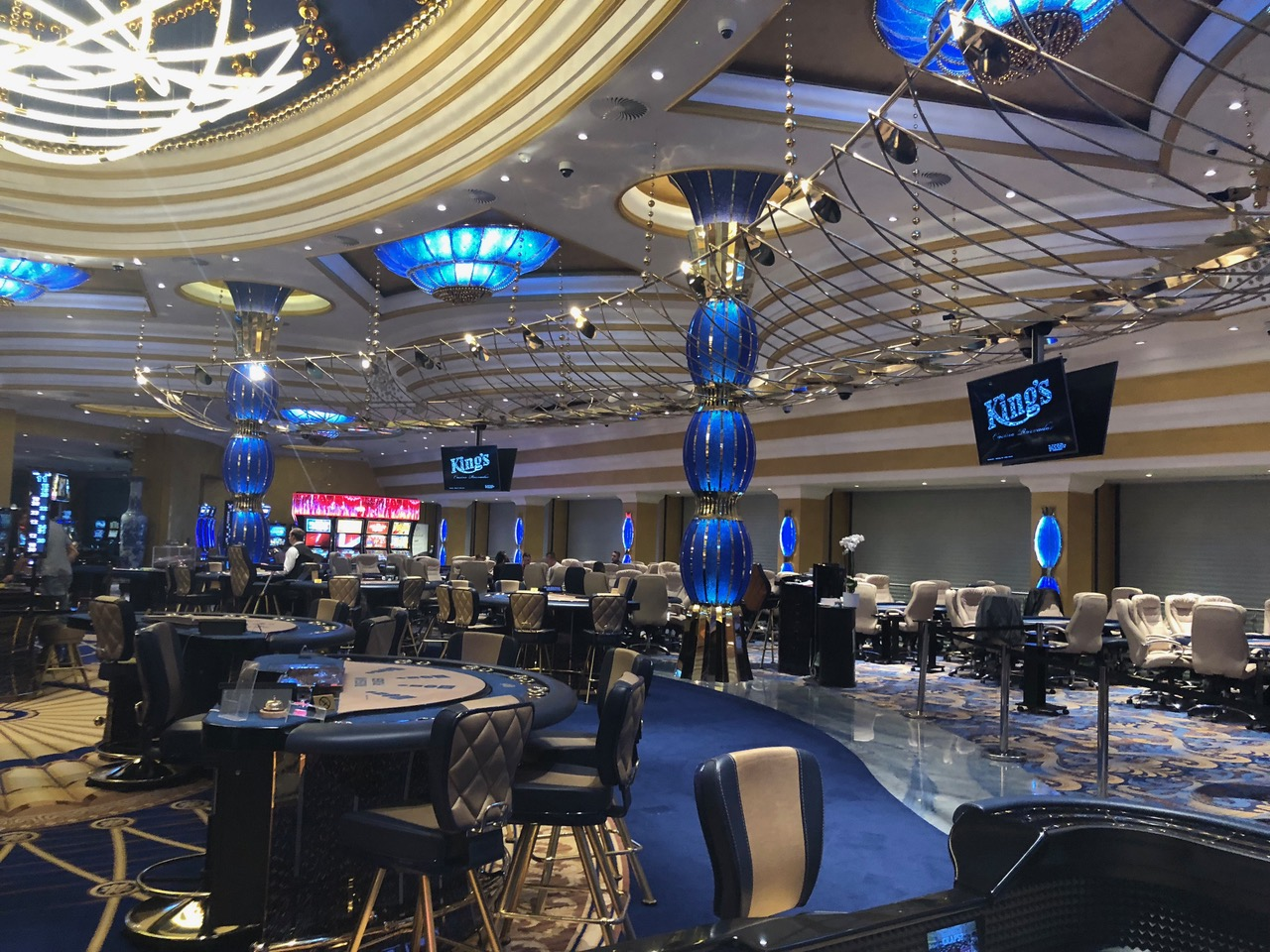
Casinobereich
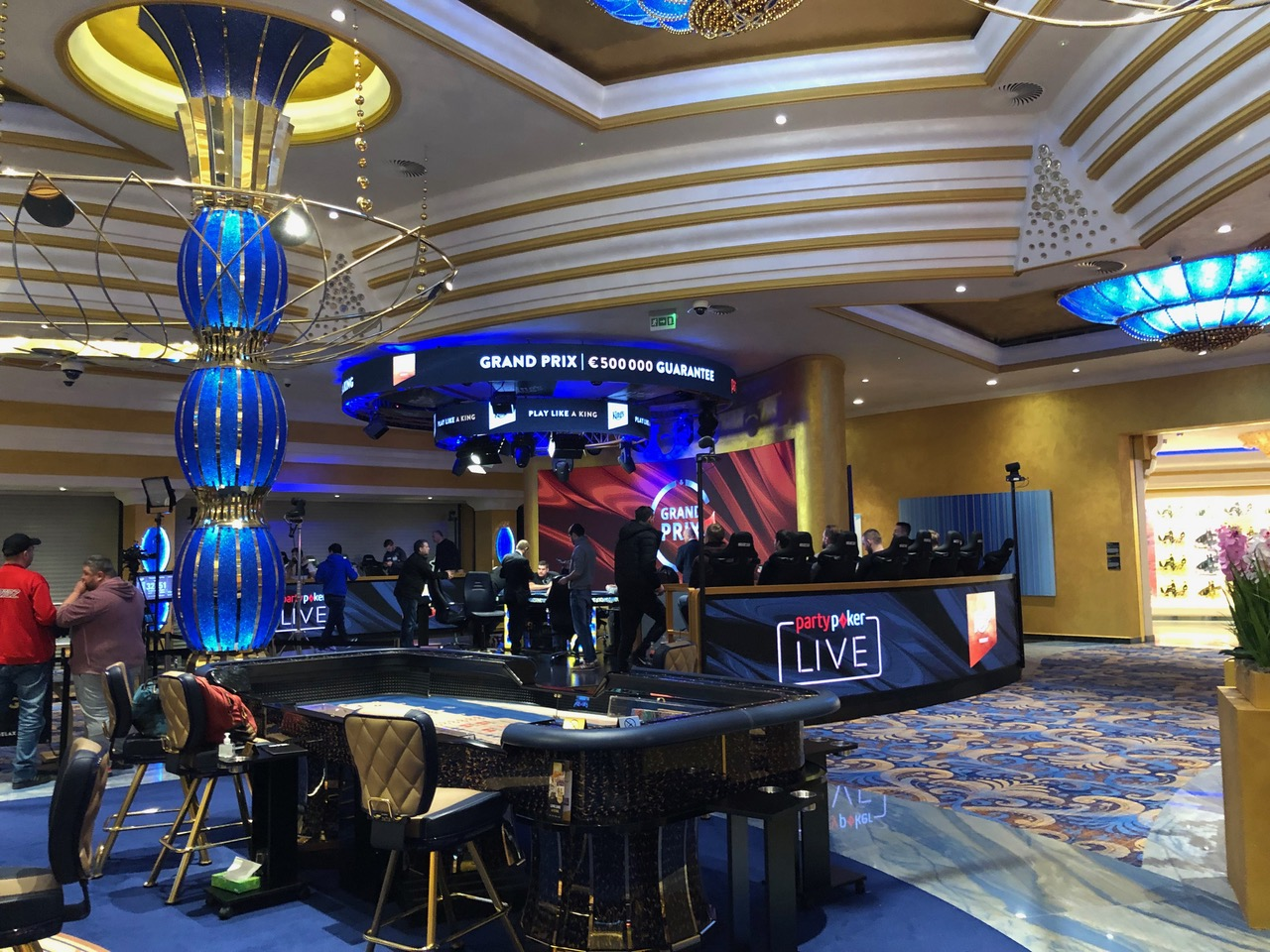
Casinobereich
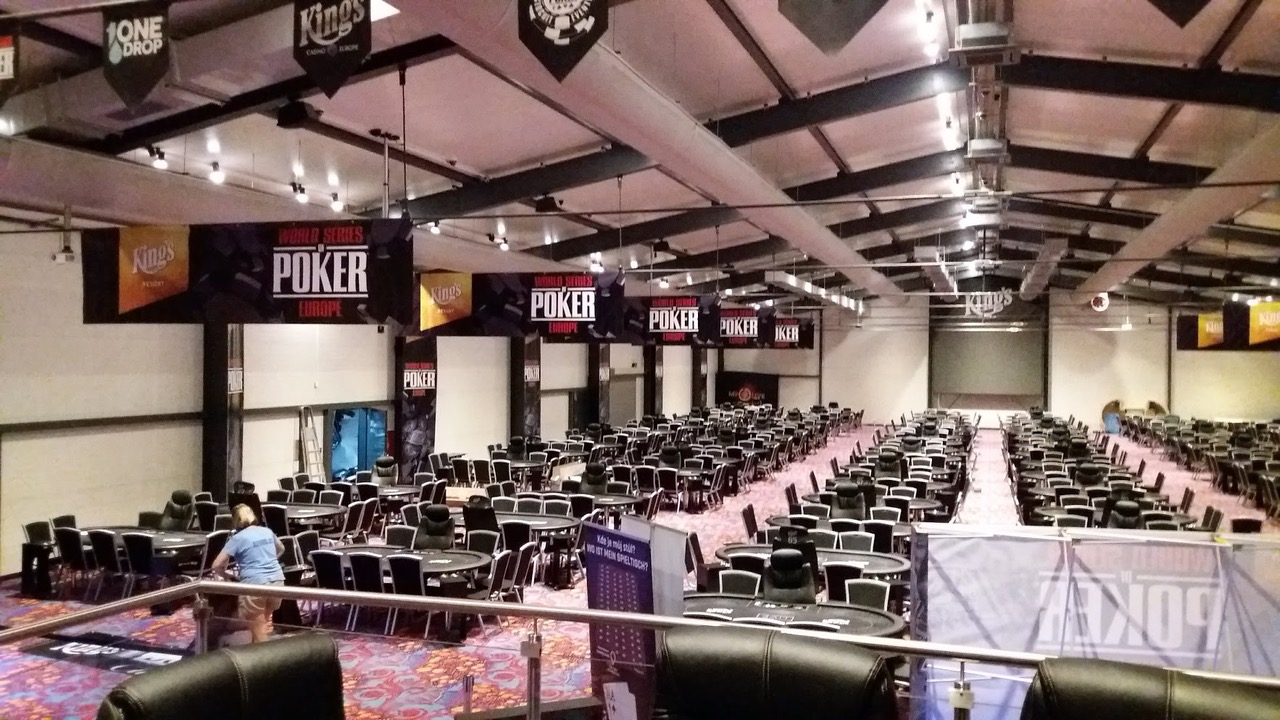
Pokerroom
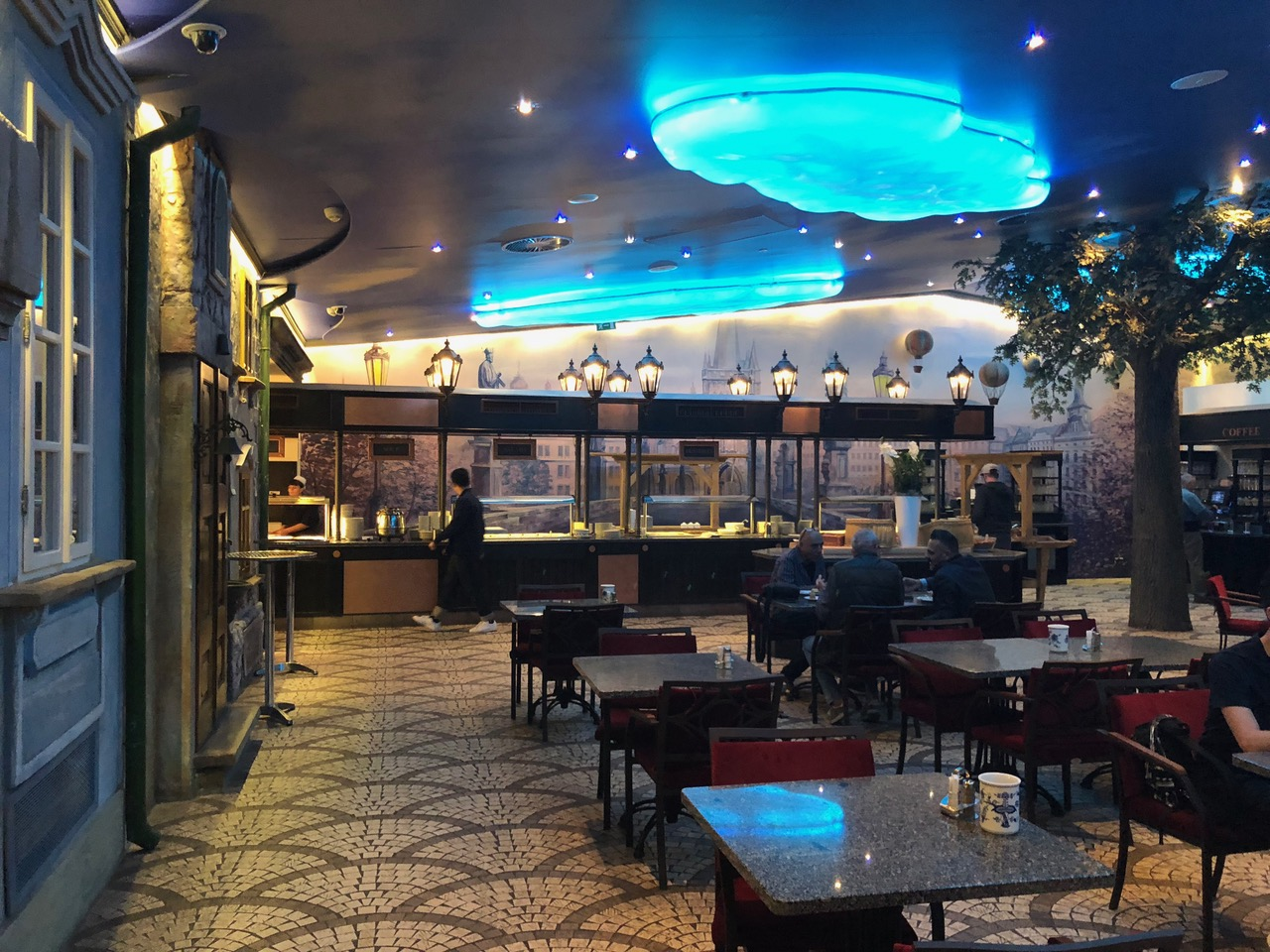
Bistro